# Tympanogaster merrijig
Tympanogaster merrijig är en skalbaggsart som beskrevs av Perkins 2006. Tympanogaster merrijig ingår i släktet Tympanogaster och familjen vattenbrynsbaggar. Inga underarter finns listade i Catalogue of Life.